# Саенко, Марина Петровна
Марина Петровна Саенко, в девичестве Дикарева (1 мая 1975, Рузаевка, Мордовская АССР) — советская и российская футболистка, игравшая на позиции защитницы. Известна по выступлениям за команду «Энергия» из Воронежа.

## Карьера
Воспитанница клуба «Визит» (Саранск), первый тренер — В. И. Губа. В 1990-е годы выступала за «Сибирячку» (Красноярск), победительница единственного розыгрыша Кубка СССР 1991 года. Известна по выступлениям за воронежскую «Энергию». Чемпионка России 1998, 2002, 2003 годов; обладательница Кубка России 1999, 2000, 2001 годов.
В сборной играла на чемпионате мира 2003 годов (4 матча, 1 гол). В матче на чемпионате мира 2003 года забила гол со штрафного удара в ворота сборной Ганы и получила после матча приз лучшего игрока встречи.
Окончила ВГИФК.

## Личная жизнь
Замужем за Михаилом Саенко, братом российского футболиста и бронзового призёра чемпионата Европы 2008 года Ивана Саенко. Имеет двоих детей: Мария (1999 г.р.) и Марк (2009 г.р.). Хобби — семья. Любимый фильм — «Двенадцать стульев». Любимый спортсмен — Зинедин Зидан.
Сестра футболиста Сергея Дикарева.